# Ptychomitriopsis africana
Ptychomitriopsis africana är en bladmossart som beskrevs av Hugh Neville Dixon 1931. Ptychomitriopsis africana ingår i släktet Ptychomitriopsis och familjen Ptychomitriaceae. Inga underarter finns listade i Catalogue of Life.